# Lovro Majkić
Lovro Majkić (Zagabria, 8 ottobre 1999) è un calciatore croato, portiere dell'Arīs Salonicco.

## Carriera
Cresciuto nei settori giovanili di NK Zagabria e Rijeka, nel 2018 si trasferisce all'Istria 1961, con cui esordisce tra i professionisti il 21 luglio 2019, nella partita di campionato persa per 2-0 contro l'Hajduk Spalato. Rimasto, in seguito, a lungo indisponibile a causa di infortuni alla mano e alla spalla, il 27 giugno 2022 prolunga fino al 2025 con il club di Pola, imponendosi quindi come titolare nel ruolo.

## Statistiche

### Presenze e reti nei club
Statistiche aggiornate al 19 gennaio 2023.
| Stagione        | Squadra         | Campionato      | Campionato | Campionato | Coppe nazionali | Coppe nazionali | Coppe nazionali | Coppe continentali | Coppe continentali | Coppe continentali | Altre coppe | Altre coppe | Altre coppe | Totale | Totale |
| Stagione        | Squadra         | Comp            | Pres       | Reti       | Comp            | Pres            | Reti            | Comp               | Pres               | Reti               | Comp        | Pres        | Reti        | Pres   | Reti   |
| --------------- | --------------- | --------------- | ---------- | ---------- | --------------- | --------------- | --------------- | ------------------ | ------------------ | ------------------ | ----------- | ----------- | ----------- | ------ | ------ |
| 2019-2020       | Istria 1961     | 1. HNL          | 2          | -1         | CC              | 2               | -4              | -                  | -                  | -                  | -           | -           | -           | 4      | -5     |
| 2020-2021       | Istria 1961     | 1. HNL          | 8          | -13        | CC              | 0               | 0               | -                  | -                  | -                  | -           | -           | -           | 8      | -13    |
| 2021-2022       | Istria 1961     | 1. HNL          | 2          | -4         | CC              | 0               | 0               | -                  | -                  | -                  | -           | -           | -           | 2      | -4     |
| 2022-2023       | Istria 1961     | 1. HNL          | 15         | -17        | CC              | 0               | 0               | -                  | -                  | -                  | -           | -           | -           | 15     | -17    |
| Totale carriera | Totale carriera | Totale carriera | 27         | -35        |                 | 2               | -4              |                    | -                  | -                  |             | -           | -           | 29     | -39    |